# André Calisir
André Calisir (sinh ngày 13 tháng 6 năm 1990), là một cầu thủ bóng đá người Armenia gốc Thụy Điển, thi đấu ở vị trí Hậu vệ cho Silkeborg. Calisir bắt đầu chơi bóng đội trẻ Djurgården. Anh ra mắt tại Allsvenskan vào ngày 9 tháng 5 năm 2010, trong chuyến làm khách trước Örebro SK. Hợp đồng của Calisir với Djurgården hết hạn vào tháng 12 năm 2011 và không được gia hạn. Anh được triệu tập vào Đội tuyển bóng đá quốc gia Armenia vào tháng 5 năm 2018.

## Đời sống cá nhân
Calisir sinh ra ở Thụy Điển và có gốc Armenia.